# Таловка (Каратузский район)
Таловка — деревня в Каратузском районе Красноярского края в составе Амыльского сельсовета.

## География
Деревня находится примерно в  27 километрах по прямой на юг-юго-восток от районного центра села Каратузское.

## Климат
Температурные условия и количество выпадающих осадков вполне благоприятны для вызревания пшеницы, кукурузы, ржи, овса, различных огородных и технических культур, арбузов: с успехом растут и плодоносят многие сорта яблок. Снежный покров держится 144-166 дней. Весенний период длится 1 ½ месяца, примерно со второй половины апреля до начала июня, а в средней его части 1 месяц - с середины июня. Летний период характерный тем, что почти все его месяцы не имеют морозных дней. Среднемесячная температура здесь повсюду выше 10. Максимальные абсолютные температуры в южной части края иногда доходят до 39. Осенний период продолжается приблизительно полтора месяца, с 1 сентября по 15-20 октября (концом его следует считать момент выпадения первого снега и установление среднесуточных отрицательных температур).

## Население
| 2010 | 2012 |
| ---- | ---- |
| 28   | ↘26  |

Постоянное население составляло 75 человека в 2002 году (80% русские),  28 в 2010,3 в 2022.